# Carpos d'Antioche
Pour les articles homonymes, voir Carpos.
Carpos d'Antioche est un astronome et mathématicien de la Grèce antique (Ier-IIe siècle). 

## Notice biographique
Très peu de choses sont connues de cet auteur ; quelques auteurs le citent, dont Pappus d'Alexandrie, qui reprend des fragments. 

## Géométrie

### Sur les angles
Carpos a écrit que l'angle est une quantité et l'intervalle des lignes ou des surfaces qui le comprennent ; que cet intervalle est dimensionné d'une seule manière et que pourtant l'angle n'est pas une ligne pour cela.